# Lisa Qiluqqi Koperqualuk
Lisa Qiluqqi Koperqualuk, née en 1962 à Puvirnituq (Nunavik, Québec), est une anthropologue, écrivaine et personnalité inuite. Professionnellement, elle travaille successivement pour la société Makivik, pour la fédération des coopératives du Nouveau-Québec, puis à partir de 2019 pour le Musée des beaux-arts de Montréal en tant que conservatrice des collections d'art inuit. Parallèlement, elle s'implique auprès des populations inuites afin d'amélioration leurs conditions de vie, d'abord en tant que membre de la commission de la qualité de l’environnement de Kativik, puis en fondant une organisation représentant les femmes inuites, et, à partir de 2018, en devenant vice-présidente du Conseil circumpolaire inuit.

## Biographie

### Enfance et études
Lisa Qiluqqi Koperqualuk naît en 1962 à Puvirnituq, dans le territoire inuit du Nunavik, au nord du Québec.
Pendant sa jeunesse, elle a été fortement influencée par son grand-père, pasteur de l’Église d’Angleterre, à qui elle doit son nom Qiluqqi.
Pour ses études, elle choisit de partir en Ontario puis à Montréal, où elle obtient un baccalauréat en sciences politiques de l'Université Concordia, et continue avec une maîtrise en anthropologie à l’Université Laval,.

### Carrière
Après ses études, elle travaille pendant sept ans pour la société Makivik en tant qu’agente de communications, grâce à sa maîtrise de l'inuktitut, du français et de l'anglais.
Durant sa carrière, Lisa Koperqualuk travaille aussi pendant trois ans à la Fédération des coopératives du Nouveau-Québec, ce qui l'amène à prendre conscience d'un besoin accru d'autonomie pour l'Inuit Nunangat dans les domaines économique et politique.
En septembre 2019, Lisa Koperqualuk est nommée conservatrice au Musée des beaux-arts de Montréal pour mettre en valeur son importante collection d'art inuit et développer ses liens avec les communautés inuites, entre autres avec l'Institut culturel Avataq,.

### Activités associatives et politiques
Ses activités amènent Lisa Koperqualuk à s'impliquer auprès des populations inuites pour l'amélioration de leurs conditions de vie. En 2010, elle devient membre de la commission de la qualité de l’environnement de Kativik, chargée de l'évaluation et de l'examen des conséquences environnementales et sociales des projets de développement du Nunavik. Elle cofonde Saturviit, une organisation sans but lucratif représentant les femmes inuites du Nunavik. Elle participe également à la création du « Nunavik Sivunitsavut », un programme post-secondaire. Elle contribue enfin à la rédaction du rapport de l'« Enquête nationale sur les femmes et les filles autochtones disparues et assassinées », paru en 2019.
En juillet 2018, elle devient vice-présidente du Conseil circumpolaire inuit, où elle représente le Canada.

### Écriture
Ses études d’anthropologie, cumulées aux connaissances acquises en sciences politiques lui permettent d’étudier les problèmes sociétaux du Nunavik, et l’adaptation des peuples inuits au monde moderne, études qu’elle publie dans différentes entreprises de presses. Comme l'article « Être Inuit au Nunavik. Enjeux et défis de la mondialisation ». Dans la même continuité, elle se penche sur l’impact de la mondialisation sur les traditions autochtones et met en avant les disparitions de plusieurs coutumes inuites dans son article publié dans le journal « En quête » en 2008.  Elle a publié en 2015 Relating to Customary Law in Nunavik qui tire la véracité des propos écrits par le témoignage de 40 Inuites. Elle écrit aussi la préface de l’autobiographie de Sheila Watt-Cloutier, Le Droit au froid, en 2015.